# Brezovk
Brezovk je naselje v Občini Brda.